# ГЕС Ютан
ГЕС Ютан (鱼潭水电站) — гідроелектростанція у центральній частині Китаю в провінції Хунань. Входить до складу каскаду на річці Лішуй, яка впадає до розташованого на правобережжі Янцзи великого озера Дунтін.
В межах проекту річку перекрили бетонною гравітаційною греблею висотою 55 метрів та довжиною 230 метрів. Вона утримує водосховище з об'ємом 131,5 млн м3 та припустимим коливанням рівня поверхні у операційному режимі між позначками 235 та 250 метрів НРМ.
Біля греблі облаштували два підземні машинні зали, обладнані турбінами типу Френсіс — в одному три потужністю по 20 МВт та в іншому одна потужністю 10 МВт. За рік вони забезпечують виробництво 263 млн кВт-год електроенергії на рік.
Видача продукції відбувається по ЛЕП, розрахованій на роботу під напругою 110 кВ.